# مطار برازيليا الدولي
مطار برازيليا جوسيلينو كوبيتشيك الدولي (بالبرتغالية: Aeroporto Internacional de Brasília–Pres. Juscelino Kubitschek‏) (إياتا: BSB، إيكاو: SBBR)، هو المطار الدولي الوحيد في برازيليا، تم تشييده في 22 أبريل 1999، وتمت تسميته على اسم جوسيلينو كوبيتشيك (1902 - 1976) الرئيس ال21 للبرازيل.